# Guy Barnea
Guy Barnea (Omer, 9 settembre 1987) è un ex nuotatore israeliano, specializzato nel dorso.

## Palmarès
- Europei

Budapest 2010: bronzo nei 50m dorso.
Debrecen 2012: bronzo nei 50m dorso.
- Europei in vasca corta

Chartres 2012: argento nei 50m dorso.
- Universiadi

Belgrado 2009: bronzo nei 50m dorso.
Shenzen 2011: argento nei 50m dorso.
- Maccabiadi

Ramat Gan 2009: oro nei 100m dorso.